# Declaración sobre la protección de la mujer y el niño en estados de emergencia o de conflicto armado
La Declaración de Protección de Niños y Mujeres en Conflictos Armados fue adoptado por las Naciones Unidas en 1974 y su puesta en marcha se realizó el mismo año.
Esta declaración fue propuesta por el Consejo Económico y Social de las Naciones Unidas debido principalmente a que las mujeres y niños son víctimas de conflictos bélicos, sociales y otras situaciones de emergencias, las cuales causan "el sufrimiento de actos inhumanos y serios daños".

## Resumen
La Declaración estipula que mujeres y niños sufren de victimización durante conflictos armados debido a la "supresión, agresión, colonialismo, racismo, dominación extranjera". Esta declaración prohíbe específicamente ataques y bombardeos a poblaciones civiles (Artículo 1). De la misma manera, el uso de armas químicas y biológicas en poblaciones civiles está prohibido (Artículo 2). El Artículo 3 exige a los estados a respetar el protocolo de Ginebra de 1925 y la convención de Ginebra de 1949. Esta declaración además requiere que los países tomen las medidas necesarias para terminar persecuciones, torturas, medidas punitivas, tratamientos humillantes y violencia, especialmente cuando las víctimas son mujeres y niños. De la misma forma, reconocer arrestos, torturas, tiroteos, castigos colectivos, destrucción de viviendas y los desalojos forzosos como actos criminales
Algunos derechos inalienables también están consagrados en esta Declaración, tales como el acceso a los alimentos, el refugio y atención médica, que han de ser proporcionada a mujeres y niños atrapados en situaciones de emergencia.
Finalmente, esta Declaración propone un carácter vinculante con otros instrumentos de leyes internacionales, tales como la Declaración Universal de los Derechos Humanos, el Pacto Internacional de Derechos Civiles y Políticos, el Pacto Internacional de Derechos Económicos, Sociales y Culturales y la Declaración de los Derechos del Niño.